# Renault Kerax
Le Renault Kerax est un camion de chantier construit par Renault V.I. de 1997 à novembre 2013.
Au lancement, il est doté de moteurs 9,8 et 11,1 L.
Le Kerax 385 utilise un moteur Diesel six cylindres en ligne type MIDR 06.23.56 à injection directe de 11,1 L et de 381 ch à 2 000 tr/min avec un turbocompresseur à air refroidi et une transmission à seize rapports. Il existe en porteur de 19 t de poids total autorisé en charge (PTAC) et en tracteur semi-remorque de 40/44 t de poids total roulant autorisé (PTRA).
Le Kerax 400 utilise un moteur diesel six cylindres en ligne type MIDR 06.23.56 de 11,1 L et 392 ch à 2 000 tr/min avec un turbocompresseur à air refroidi, une transmission à seize rapports et une configuration 8x4 en haut de gamme.
Le Kerax DXI est animé par les moteurs Volvo Trucks DXI 11 de 370 à 460 ch et DXI 13 de 480 à 520 ch couplés à  plusieurs boîtes de vitesses selon le modèle et la demande, seize rapports manuels ZF ou la boîte robotisée I-Shift de chez Volvo Trucks nommée « Optidrive » chez Renault Trucks. Il existe aussi un Kerax de 340 ch plus diffusé doté du moteur de 9,8 L.
Le Kerax dispose d'un système de blocage de différentiels inter-roues et inter-ponts afin de pouvoir évoluer en terrain difficile.
Les moteurs turbo-diesel adoptent l'injection haute pression par rampe commune pour obtenir la norme Euro 3 et une réduction catalytique sélective (SCR) par injection d'AdBlue pour la norme Euro 4.
En 2011, Renault Trucks lance un modèle 8x4 Xtrem renforcé (protection du volant moteur, suspension arrière quatre lames) pour le travail sur les sites miniers.
Mack Trucks vend un Kerax rebadgé en tant que camion logistique et tactique militaire. L'armée canadienne a commandé plus de 1 500 camions Kerax de 2017 à 2018,. Ces véhicules ont remplacé la seconde moitié du contrat de système de véhicule de soutien moyen initialement attribué à Navistar International pour le Navistar 7400.